# Reitende Tiroler Landesschützen

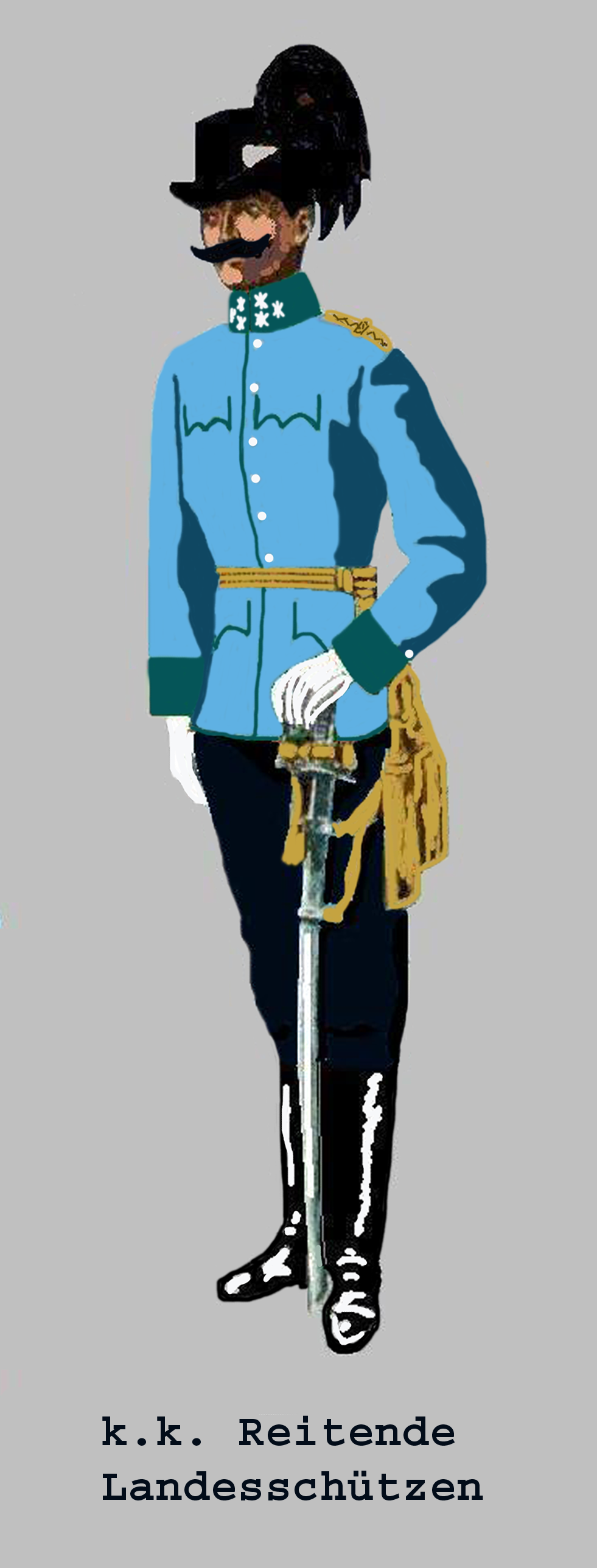
Hauptmann der Reitenden Tiroler Landesschützen in Paradeadjustierung

Die Reitenden Tiroler Landesschützen (am 16. Jänner 1917 von Kaiser Karl I. in Reitende Tiroler Kaiserschützen umbenannt) – vollständiger Name: k.k. Reitende Tiroler Landesschützen-Division – waren ein Kavallerieverband der österreichisch-ungarischen Landstreitkräfte.
Obwohl sie nicht, wie die übrigen Landesschützen, zu den Gebirgstruppen gezählt wurden, bildeten sie zusammen mit den „Reitenden Dalmatiner Landesschützen“ die Kavallerie der Gebirgsverbände. Zusammen mit dem Landwehr-Ulanen-Regiment Nr. 1 stellten die Reitenden Tiroler Landesschützen die 1. Landwehr-Kavalleriebrigade mit Stabssitz in Wels.
Aufgabe der Reitenden Landesschützen war ursprünglich nur der Melde-, Kurier- und Verbindungsdienst. Sie wurden jedoch auch als Aufklärungskavallerie bei den Verfolgungskämpfen in Galizien 1914, sowie infanteristisch, später auch im Hochgebirge eingesetzt.

## Verbandszugehörigkeit und Zusammensetzung am 1. Juli 1914
1. Landwehr-Kavalleriebrigade
Als Verbindungskavallerie zugewiesen:
1. und 3. Eskadron zu 44. Landwehr Infanterietruppendivision
2. Eskadron zu 11. Honvéd Kavallerietruppendivision
Nationalitäten: 58 % Deutsche – 38 % Welschtiroler – 4 % Andere

## Errichtung
Gemäß dem Landesverteidigungsgesetz bzw. dem Landwehrgesetz sollten den bestehenden Landesschützenbataillonen zwei Kompanien zu Pferd zum Melde- und Verbindungsdienst beigestellt werden. Als Ergänzungsbezirk war ganz Tirol vorgesehen. Im Jahre 1872 wurde in Innsbruck zunächst ein gemeinsamer Kader für die beiden Kompanien gebildet. Dieser erhielt die Bezeichnung „Cadre-Commando für die Landesschützen zu Pferd“ und hatte einen Friedensstand von 28 Soldaten und 21 Pferden. Er sollte die Ausbildung der Offiziere und Mannschaften bewerkstelligen und war für die Abrichtung der Pferde verantwortlich. Die Ausbildungsdauer für die Rekruten betrug drei Monate. Als kriegsmäßiger Sollbestand waren je Kompanie 185 Soldaten und 161 Pferde vorgesehen.
1874 wurden die beiden Kompanien, analog zu der übrigen Landwehrkavallerie, in Eskadronen umbenannt. Nach der im Jahre 1889 erfolgten Reorganisation der Landwehr vereinigte man die beiden Eskadronen zu einer Division, mit einer im Kriegsfall aufzustellenden Ersatzabteilung. Die Einrichtung eines regelrechten Divisionsstabes wurde jedoch im Frieden als nicht zwingend notwendig erachtet, sodass lediglich der Kaderstab des nunmehr „Cadre der Landesschützen zu Pferd in Tyrol und Vorarlberg“ und für jede Eskadron (Nr. 1 und Nr. 2) ein Instruktionsstab bestanden. Hier erhielten die einberufenen Rekruten (nicht jedoch die aus der Reserve der Heereskavallerie überstellten Soldaten) während eines Präsenzdienstjahres ihre Grundausbildung. Als Kriegssollstärke wurde ein Bestand von 456 Soldaten und 410 Pferden festgelegt.
Im Jahre 1894 wurde dem Verband der neue Name „Division Berittene Tyroler Landesschützen“ zugewiesen, es wurde ein Divisionsstab, zwei Feldeskadronen und ein Ersatzkader aufgestellt. Der Ersatzkader sollte im Kriegsfall auf die Stärke einer halben Feldeskadron gebracht werden. Mit einer „Allerhöchsten Entschließung“ wurde am 31. August 1906 die Aufstellung einer dritten Feldeskadron befohlen.
1910 wurde der Verband in „Reitende Tiroler Landesschützen-Division“ umbenannt, der Divisionsstab wurde nach Trient verlegt. Dieser Divisionsstab wurde aus dem Divisionskommando und der reitenden Telegraphenpatrouille gebildet. Im Kriegsfall stellte man aus dem Ersatzkader und dem Augumentationsmagazin noch den Gefechts- und Provianttrain sowie den „Kavalleriestabszug für höhere Kommanden“ zusammen. Die Feldeskadronen wurden durch Zuweisung von Ersatzmannschaften auf die Kriegssollstärke gebracht.

## Bewaffnung
In der Erstausstattung führten die Berittenen Landesschützen (ihren Aufgaben gemäß) lediglich Kavalleriesäbel M1869 und den Gasser Armeerevolver M1870/74. Dieser war in einer aus braunem Oberleder gefertigten Revolvertasche mit Tragriemen untergebracht. Der Offizierssäbel glich jenem der Mannschaften, jedoch war der Griff mit versilbertem Draht abgebunden, der Korb durchbrochen, verziert und poliert. Ab dem Jahre 1876 erhielten die Mannschaften zusätzlich den Repetierkarabiner „System Fruhwirth“ und an Stelle des Kavalleriesäbels ein spezielles Säbelbajonett mit linksseitig nur halb ausgeführtem Korb. Nachdem der Karabiner M90 zur Verfügung stand, ersetzte dieser das bisher verwendete Gewehr Fruhwirth, das Säbelbajonett wurde gegen den „Kavalleriesäbel leichter Gattung“ M1877 ausgetauscht. Im Gegensatz zur normalen Kavallerie führte diese Truppe ursprünglich keine Maschinengewehre und daher auch keine Maschinengewehr-Züge. (Im Laufe des Ersten Weltkrieges wurde das jedoch geändert – ebenso wie die Aufgabe der Truppe.)

## Uniformierung
Bis 1889 trug die Truppe einen dunkelbraunen Waffenrock mit vier aufgesetzten Taschenpatten und grasgrüner Egalisierung. Auf der linken Schulter befand sich eine grasgrüne (für Offiziere schwarzgoldene) Achselschlinge. Die Knöpfe waren goldfarben. Der Hut für Offiziere bestand aus einem schwarzen Filzstumpen mit schmaler, rundum heruntergeklappter Krempe. Auf der linken Seite befand sich über dem Ohr ein goldfarbenes Jägerhorn mit einem silbernen Tiroler Adler. Hinter diese Abzeichen wurden als Hutschmuck eine oder zwei Federn gesteckt. Die Mannschaften trugen eine Feldkappe, ebenfalls mit Federschmuck. Die Hose war blaugrau mit grasgrünen Passepoils.
Nach dem Jahre 1889 bekamen die Reitenden Tiroler Landeschützen neue Uniformen. Es wurde jetzt ein hechtgrauer Waffenrock nach dem gleichen Muster wie der bisherige getragen. Bei den Offizieren waren die Kanten der Taschenklappen mit grasgrüner Schnur gesäumt. Die Krempe des Hutes (der zur Parade jetzt auch von den Mannschaften getragen wurde) lag nunmehr hinten und vorne waagerecht, war aber an den Seiten nach oben gebogen. Das Jägerhorn mit dem Tiroler Adler wanderte nach vorn und kam nun über dem linken Auge zu liegen. Als Federschmuck diente nunmehr ein schwarzer Hahnenbusch. Dazu wurde ein Pelzrock nach Art der Dragoner geführt. Allerdings waren die Schnüre des Rocks grasgrün gehalten. Im Jahre 1907 wurde der bisherige Stehkragen des Pelzrocks durch einen breiten, aufstellbaren Umlegekragen ersetzt. An der Unterseite des Kragens war eine Halsspange angebracht, um den Kragen schließen zu können. Die Knöpfe waren jetzt silberfarbig. An der Hose änderte sich nichts gravierendes. Dazu wurden von den Mannschaften generell Kavalleriestiefel getragen. Offiziere konnten außer Dienst blaugraue Pantalons mit Schuhen oder Stiefeletten tragen. Ab dem Jahre 1903 kam diese Regelung auch für längerdienende Unteroffiziere zur Anwendung.
Zum Dienst wurde von den Offizieren und Mannschaften eine blaugraue, schirmlose Mütze nach Art der Kavallerie getragen.

## Gefechtskalender
- 9. September 1914: Teilnahme an der Schlacht bei Rawa-Ruska (88. k.k. Landesschützen-Brigade)
- 9. Mai 1915: Verfolgung der in der Schlacht bei Sieniawa geschlagenen russischen Verbände
- bis Oktober 1915: Kämpfe in Galizien, am San und an der Strypa
- ab Oktober 1915: Verlegung an die Italienfront, 1. Eskadron nach Kärnten, 2., 3. Eskadron und Maschinengewehrabteilung südlich von Moietto im Etschtal.
- Aufstockung der Einheit auf vier Feldeskadronen, drei Maschinengewehr- und drei Fußabteilungen
- Nach der Schlacht von Karfreit und dem Rückzug der Italiener von der Dolomiten- und Isonzofront wurde die Einheit in das Gebiet südlich des Ortler verlegt. Hier hielten sie die Gipfelstellungen auf dem Punta San Matteo, dem Monte Vioz und dem Palon del Mare. Die von den Reitenden Tiroler Kaiserschützen gehaltene Vioz-Hütte war die höchstgelegene Befehlsstelle des ganzen Krieges.

Bei Kriegsende löste sich der weitverstreute Divisionsverband auf. Einem Teil der Schützen gelang es, nach dem Gebiet nördlich des Reschenpasses zu entkommen, ein Teil geriet in italienische Gefangenschaft.

## Kommandanten
- 1874–1882: Major (Oberst) Gustav Freiherr von Tinti
- 1882–1891: Rittmeister (Major) Joseph Castiglione
- 1891–1893: Rittmeister Carl Freiherr von Vevér
- 1893–1895: Rittmeister (Major) Carl Daummers
- 1895 – Okt. 1902: Rittmeister (Oberstleutnant) Carl Schudawa
- Jan. 1903 – April 1908: Rittmeister (Major) Adalbert von Szilvasy
- April 1908 – Feb. 1911: Major (Oberstleutnant): Emil Hofsass
- Feb. 1911 – Okt. 1914: Major (Oberstleutnant) Moritz Graf von Srnka